# Марша Мехран
Марша Мехран (англ. Marsha Mehran; 11 листопада 1977, Тегеран, Іран — 30 квітня 2014, Леканві, Мейо, Ірландія) — американська письменниця-новелістка.

## Біографія
Марша Мехран народилася 11 листопада 1977 року в Тегерані (Іран), але у 1979 році емігрувала в Буенос-Айрес (Аргентина) разом зі своєю сім'єю внаслідок революції. Виросла в Аргентині та США, а також деякий час жила в Австралії та Ірландії, де в підсумку і померла
.

## Кар'єра
У 2005 році вийшла дебютна новела Марші «Гранатовий суп», яка перекладена на 15 мов і вийшла більш ніж в 20-ти країнах світу. Кінокомпанія «Matador Pictures придбала права на екранізацію книги, яку зніме Кірстен Шерідан. Другий роман «Трояндова вода і содовий хліб» опублікований в 2008 році і є продовженням «Гранатового супу». Третій роман з цієї серії «Сірий дощ» мав вийти в 2014 році і всього книг в цій серії мало бути сім, але плани перервалися смертю письменниці.
У 2014 році також опублікований автономний роман Марші під назвою «Школа краси Маргарет Тетчер».

## Смерть
36-річна Марша знайдена мертвою 30 квітня 2014 року у себе в квартирі в Леканві. На момент смерті Мехран перебувала в розлученні з Крістофером Коллінзом.